# Joseph E. Brown
Joseph E. Brown (Pickens megye, 1821. április 15. – Atlanta, 1894. november 30.) az Amerikai Egyesült Államok szenátora (Georgia, 1880–1891).